# Evangelische Pfarrkirche (Minfeld)
Die denkmalgeschützte Evangelische Pfarrkirche der Ortsgemeinde Minfeld (Verbandsgemeinde Kandel) befindet sich an der örtlichen Kirchgasse im Kreis Germersheim (Rheinland-Pfalz). Sie bildet mit der Evangelischen Pfarrkirche in Winden die Protestantische Kirchengemeinde Minfeld–Winden und gehört zum Kirchenbezirk Bad Bergzabern der Evangelischen Landeskirche der Pfalz.

## Beschreibung
Das Kirchengebäude ist ein Saalbau im Stil der Romanik. An das Langhaus mit barocker Stuckdecke schließen eine Sakristei sowie zwei unsymmetrische, netzgewölbte Seitenkapellen  an, die über Spitzbögen verfügen. Der Chor ist rechteckig, leicht eingezogen und mit einem zweifachen Kreuzrippengewölbe ausgestattet. An ihn schließt im Osten der Chorturm an.
An der Westwand des Chores befinden sich Wandmalereien aus der ersten Hälfte des 14. Jahrhunderts. Die oberen Streifen zeigen Szenen aus dem Neuen Testament, während der untere Streifen Darstellungen der Klugen Jungfrauen und des Jüngsten Gerichts enthält. Am Chorgewölbe und an der Südwand sind Reste von Malereien aus dem 15. Jahrhundert erhalten.
In der Sakristei befindet sich eine in der Pfalz einmalige Piscina, in der die genutzten Weihwassergefäße gereinigt werden konnten.
Im Kirchhof befindet sich ein Grabmal aus dem Jahr 1839.

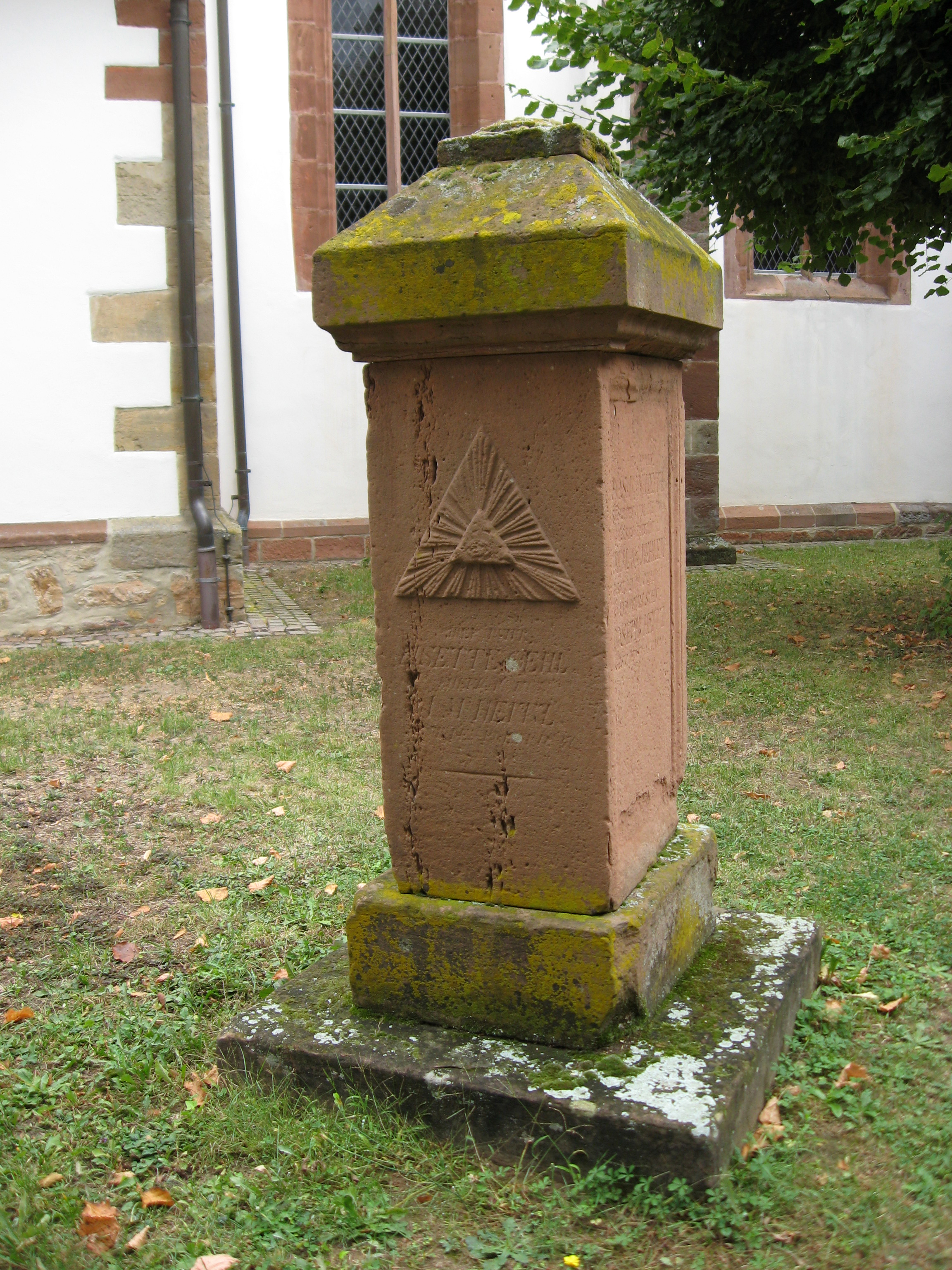
Grabmal im Kirchhof (1839)
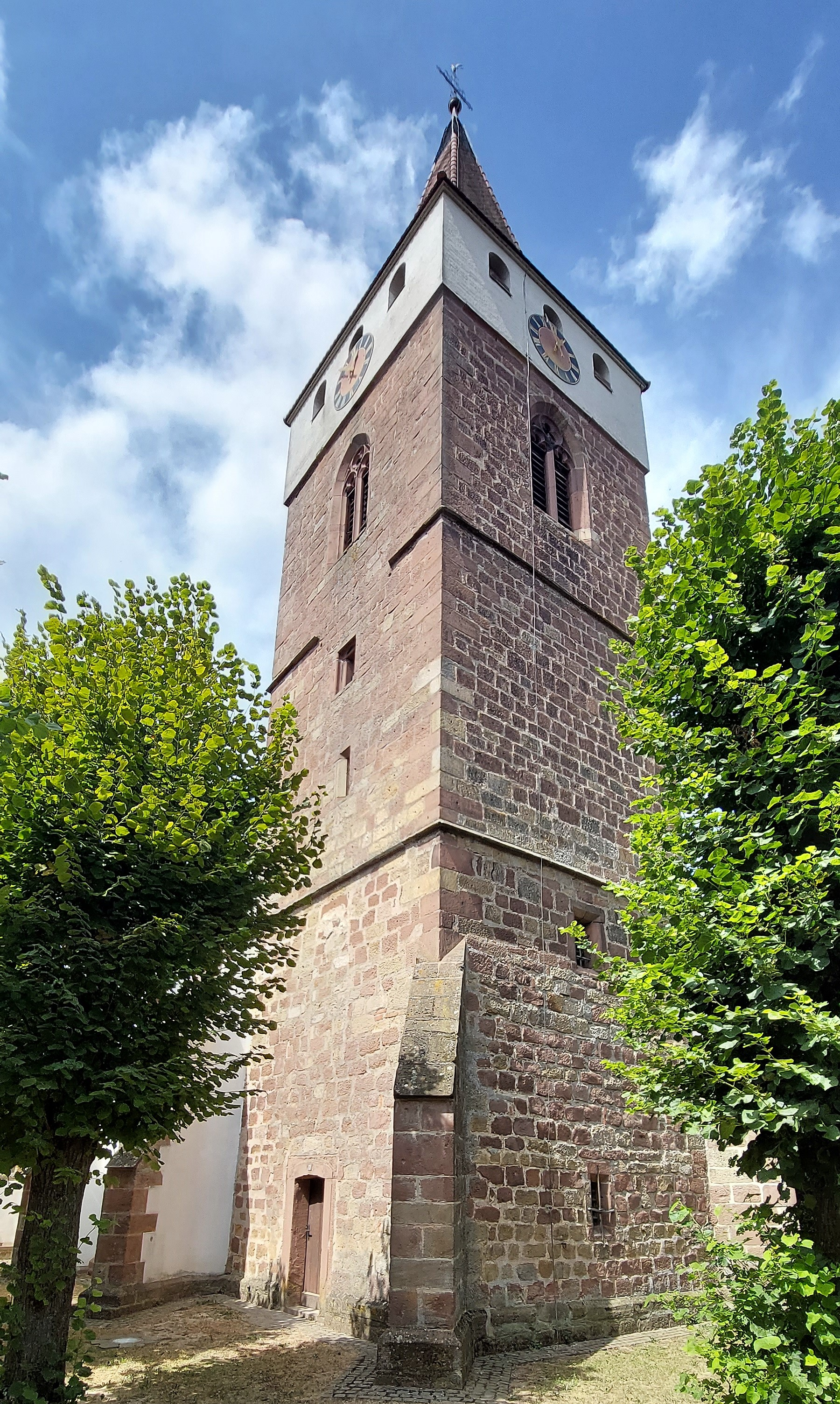
Blick auf den Chorturm
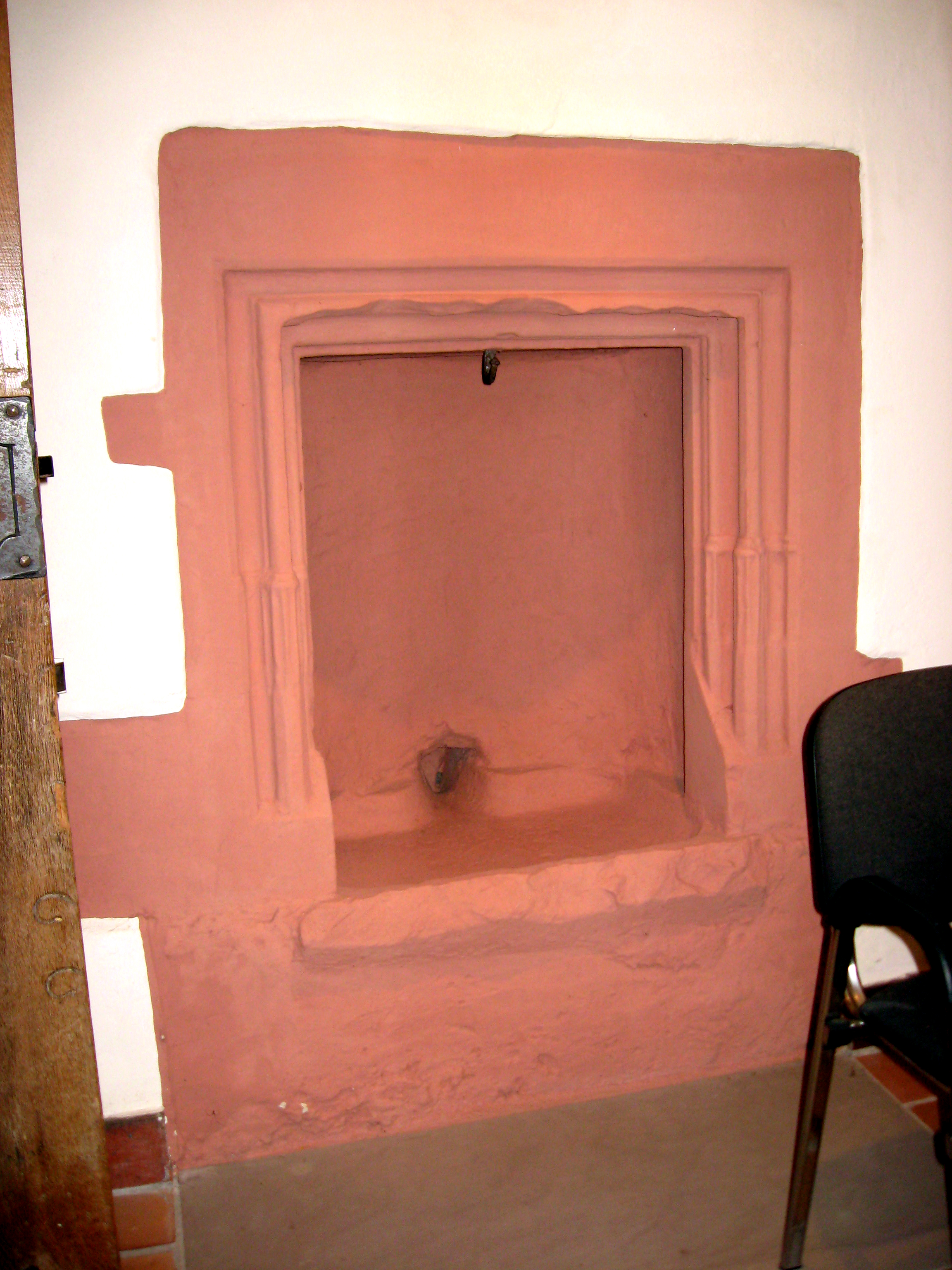
Piscina in der Sakristei
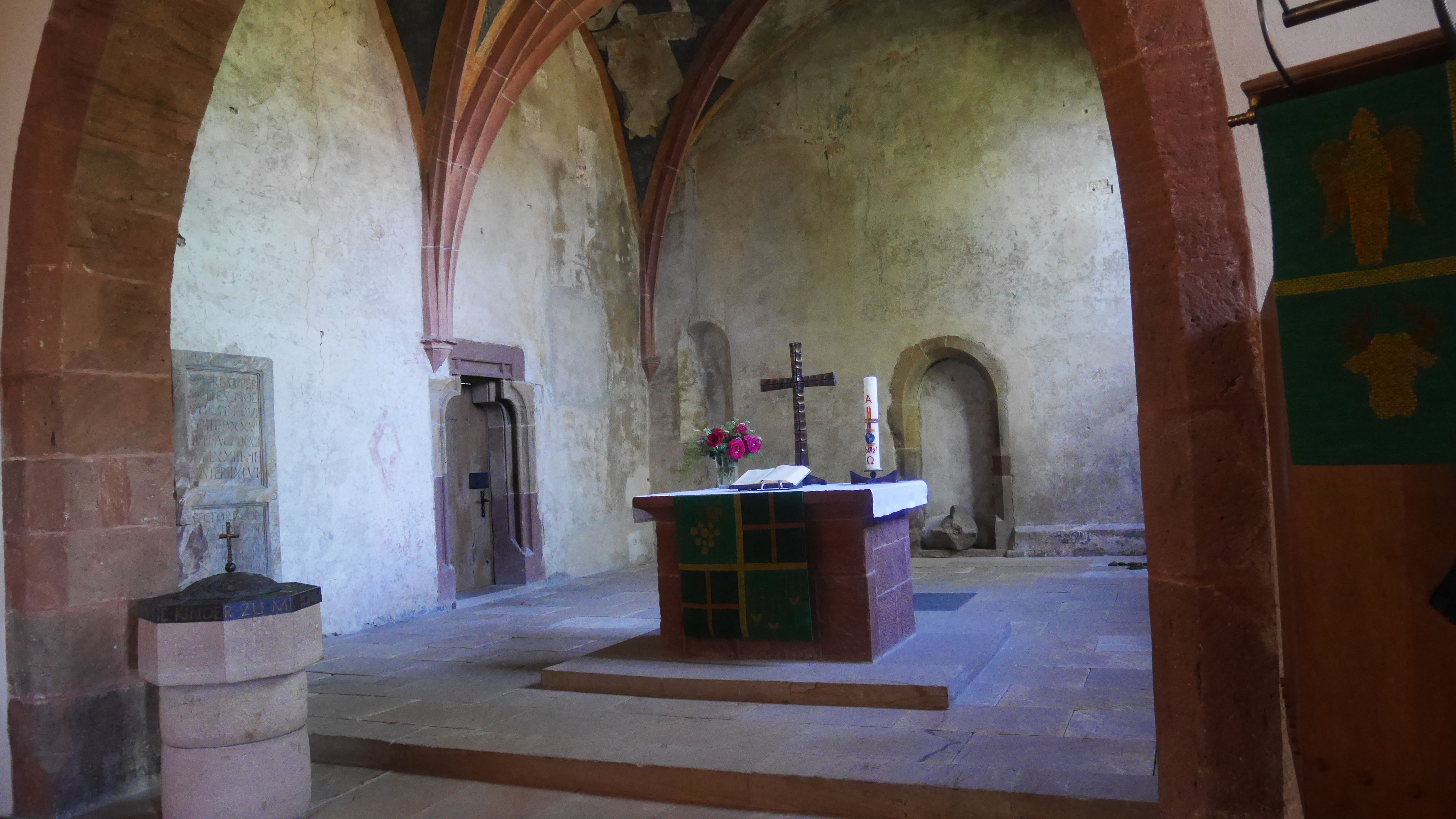
Innenansicht; Blick zum Chor
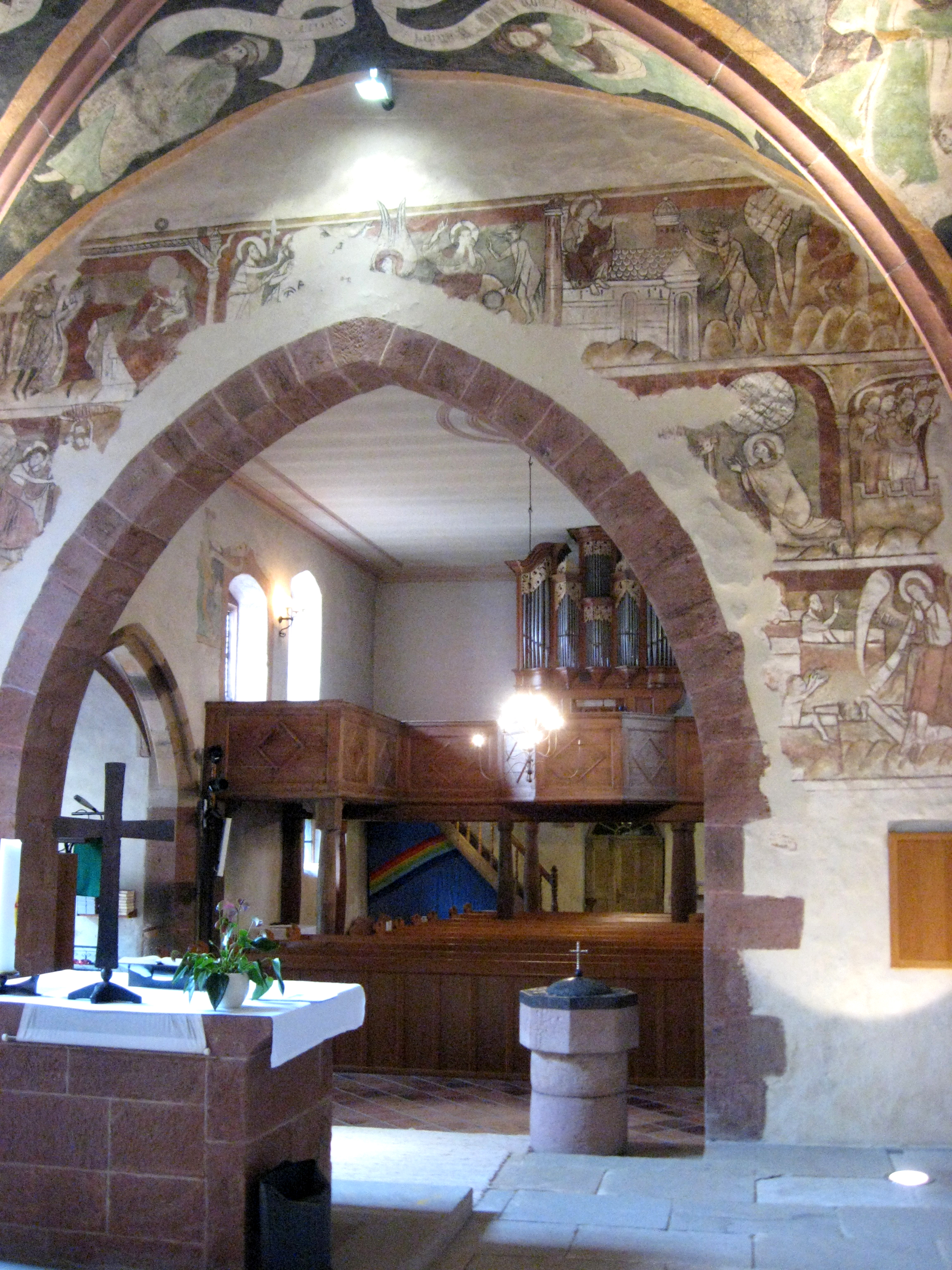
Innenansicht; Blick zum Schiff und auf die Wandmalereien

## Geschichte

### Mittelalter
Das Schiff, der Chor sowie der Turm wurden bereits in der Mitte des 11. Jahrhunderts von Mönchen des Klosters Selz erbaut. Eine gotische Erweiterung um die Sakristei sowie die beiden Seitenkapellen erfolgte um das Jahr 1500. Hierbei wurde auch der vormals romanische Chor gotisch umgebaut. Die Chorbögen wurden durch größere Spitzbögen ersetzt und die Decke mit dem heutigen Kreuzrippengewölbe ausgestattet. Auch erfolgte eine Ausmalung im Innenraum.

### Neuzeit
Im Jahr 1556 wurde Minfeld reformatorisch, was zur Folge hatte, dass die Kirche zum 100-jährigen Jubiläum des Thesenanschlags Martin Luthers 1617 zum dritten Mal neu ausgemalt wurde. Kurz zuvor wurde 1613 der Kirchturm auf sein heutiges Maß erhöht.
Am 25. Juli 1686 wurde die Minfelder Kirche zur Simultankirche erklärt und wurde bis zur Erbauung der katholischen St.-Laurentius-Kirche im Jahr 1930 simultan genutzt.
In den 1930er und 1970er Jahren wurde in der Evangelischen Pfarrkirche umfangreiche Renovierungsarbeiten durchgeführt, die unter anderem die historischen Wandmalereien freilegten. Im Jahr 2005 wurde die Sakristei renoviert.

## Orgel

### Vorgängerorgeln
Die Minfelder Kirche verfügte nachweislich bereits im 15. Jahrhundert über eine Orgel, die jedoch im Dreißigjährigen Krieg verloren ging. In der Mitte der 1750er Jahre baute Johann Michael Hartung eine neue Orgel. Sie verfügte über 14 Register auf einem Manual und Pedal. Sie wurde 1934 von A. Poppe & Sohn durch eine pneumatische Orgel mit Kegelladen ersetzt. Das historische Hartung-Gehäuse wurde jedoch beibehalten.

### Heutige Orgel
Im Jahr 1988 baute Winterhalter Orgelbau eine neue Orgel für die Kirche und nutze hierfür ebenfalls das alte Gehäuse aus dem 18. Jahrhundert. Auch aus diesem Grund steht sie seit 1988 unter Denkmalschutz. Eine Restaurierung erfolgte 2004 ebenfalls durch Winterhalter. Die Orgel verfügt über 14 Register auf einem Manual und Pedal. Sie hat folgende Disposition:
| Manual C–d3  |        |
| Groß Gedackt | 8′     |
| Salizional   | 8′     |
| Prinzipal    | 4′     |
| Kleingedackt | 4′     |
| Quint        | 3′     |
| Oktav        | 2′     |
| Terz         | 1 3⁄5′ |
| Naßat        | 1 ⁄3′  |
| Mixtur III   | 1 ⁄2′  |
| Cimbel       | 1′     |
| Trompete     | 8′     |

| Pedal C–d1 |     |
| Subbass    | 16′ |
| Oktavbass  | 08′ |
| Posaunbass | 08′ |

Anmerkungen
1. ↑  B/D

Die Spiel- und Registertraktur sind mechanisch. Die Windladen sind als Schleifladen ausgeführt.
- Koppel: Pedalkoppel
- Effektregister: Tremulant

## Glocken
Die Evangelische Pfarrkirche verfügt über vier Kirchenglocken. Die älteste Glocke im Geläut, der große Bär wurde 1792 von H. Louis aus Landau gegossen. In den 1950er Jahren kamen die drei übrigen Glocken hinzu.